# 恩普弗茨豪森
恩普弗茨豪森是德国图林根州的一个市镇。总面积4.87平方公里，总人口595人，其中男性299人，女性296人（2011年12月31日），人口密度122人/平方公里。